# Salim Rubai Ali
Salim Rubai Ali (arabisch سالم ربيع علي, DMG Sālim Rubaiʿ ʿAlī; * 1934; † 26. Juni 1978) war ein jemenitischer Politiker und als Vorsitzender des Präsidialrates der Volksdemokratischen Republik Jemen Präsident des Südjemen (Volksdemokratische Republik Jemen).

## Biografie
Nach der Absetzung von Qahtan Muhammad al-Shaabi wurde er am 23. Juni 1969 als Vorsitzender des Präsidialrates der Volksdemokratischen Republik Jemen Präsident des Südjemen (Volksdemokratische Republik Jemen). Als solcher stand er einer sozialistischen Linksregierung unter der Jemenitischen Sozialistischen Partei vor. Am 26. Juni 1978 wurde er dann von Ali Nasir Muhammad gestürzt und daraufhin hingerichtet.

## Quelle
- Chambers Dictionary of World History, S. 26, 2002, ISBN 0-550-13000-4

| Vorgänger                 | Amt                                                    | Nachfolger         |
| ------------------------- | ------------------------------------------------------ | ------------------ |
| Qahtan Muhammad al-Shaabi | Präsident des Südjemen 23. Juni 1969 bis 26. Juni 1978 | Ali Nasir Muhammad |

| Personendaten    | Personendaten           |
| ---------------- | ----------------------- |
| NAME             | Ali, Salim Rubai        |
| KURZBESCHREIBUNG | jemenitischer Politiker |
| GEBURTSDATUM     | 1934                    |
| STERBEDATUM      | 26. Juni 1978           |